# مجلة الإعلام التربوي والذاكرة والمجتمع
مجلة الإعلام التربوي والذاكرة والمجتمع، هي مجلة أكاديمية تمت مراجعتها من قبل الأقران وتنشرها كتب بيرجهن بالنيابة عن معهد جورج إيكرت لأبحاث الكتب المدرسية الدولية.ويغطي التعليم والإعلام التربوي.

## الاستخلاص والفهرسة
مجلة الإعلام التربوي والذاكرة والمجتمع مفهرسة وملخص في:
- ملخصات في الأنثروبولوجيا
- ملخصات التعليم العالي
- الببليوغرافيا الدولية لمراجعات الكتب في الأدب العلمي في العلوم الإنسانية والاجتماعية
- الببليوغرافيا الدولية للأدب الدوري
- ببليوغرافيا MLA الدولية

## روابط خارجية
- الموقع الرسمي
- معهد جورج إيكرت لبحوث الكتب المدرسية الدولية
- صفحة المجلة على موقع المعهد نسخة محفوظة 5 أكتوبر 2020 على موقع واي باك مشين.